# La Colombe (Manche)
Pour les articles homonymes, voir La Colombe.
La Colombe est une commune française, située dans le département de la Manche en région Normandie, peuplée de 627 habitants.

## Géographie
En Bocage normand, la commune est au sud du pays saint-lois, à proximité du Bocage virois. Son bourg est à 5 km au nord-est de Villedieu-les-Poêles et à 6 km au sud de Percy.
Le territoire est traversé par la route départementale no 999 (ancienne route nationale 799, à cet endroit voie de la Liberté) reliant Villedieu-les-Poêles au sud à Saint-Lô au nord. La commune est bordée à l'est par la D 975 (ancienne route nationale 175 Caen-Rennes). Le bourg est relié à ces deux axes par la D 485 qui se prolonge à l'ouest vers La Bloutière. Au sud-est, coupant la D 975, la D 552 permet de rejoindre Beslon. Traversant également le bourg, la D 452 permet l'accès à l'échangeur 38 de l'autoroute A84 — occupant le sud du territoire — par la D 999 et conduit vers Le Chefresne au nord. À l'ouest, la D 453 relie La Bloutière à Villedieu-les-Poêles par la D 999.
La Colombe est dans le bassin de la Sienne qui délimite le territoire à l'ouest. Trois de ses affluents parcourent le territoire communal : le Tancray qui marque la limite au nord, un modeste ruisseau prenant sa source à proximité du bourg et un ru de quelques centaines de mètres sillonnant le vallon de la Bourdonnière.
Le point culminant (247 / 249 m) se situe à l'est, au lieu-dit la Bruyère du Montcatel. Le point le plus bas (88 m) correspond à la sortie de la Sienne du territoire, à l'ouest. La commune est bocagère.
| Percy-en-Normandie (comm. dél. de Percy)                            | Percy-en-Normandie (comm. dél. de Percy et Chefresne) | Percy-en-Normandie (comm. dél. du Le Chefresne) |
| La Bloutière                                                        | La Colombe                                            | Montbray, Beslon                                |
| Villedieu-les-Poêles-Rouffigny (comm. dél. de Villedieu-les-Poêles) | Sainte-Cécile                                         | Beslon                                          |

### Hydrographie
La commune est située dans le bassin Seine-Normandie. Elle est drainée par la Sienne, le Tancray, le fossé 03 de la commune du Chefresne et la Sienne,,.
La Sienne, d'une longueur de 93 km, prend sa source dans la commune de Noues de Sienne et se jette  dans le golfe de Saint-Malo en limite de Agon-Coutainville et de Regnéville-sur-Mer, après avoir traversé 21 communes. Les caractéristiques hydrologiques de la Sienne sont données par la station hydrologique située sur la commune de Sainte-Cécile. Le débit moyen mensuel est de 1,76 m3/s. Le débit moyen journalier maximum est de 27,5 m3/s, atteint lors de la crue du 26 janvier 1995. Le débit instantané maximal est quant à lui de 30,6 m3/s, atteint le même jour.

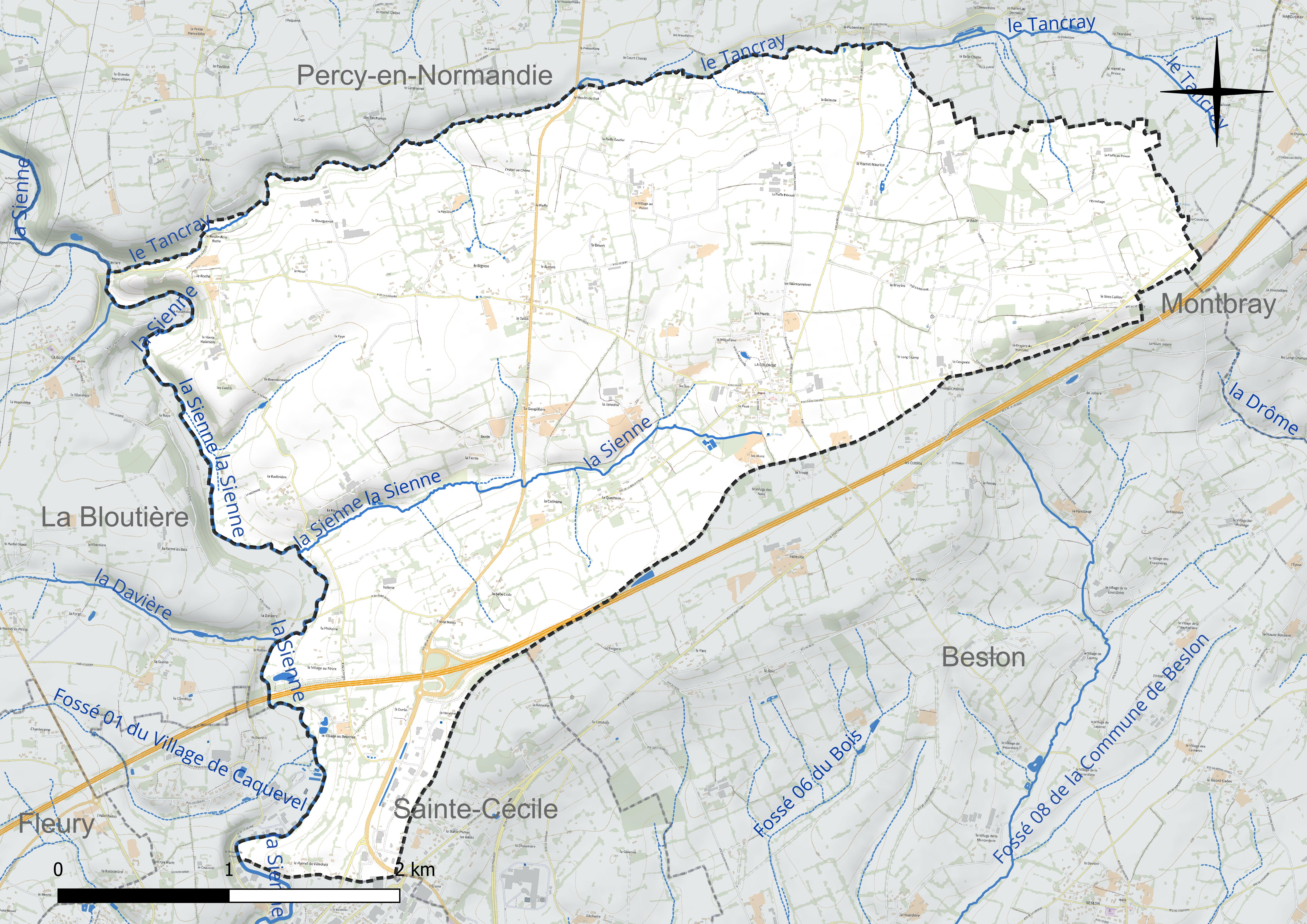
Réseau hydrographique de la Colombe.

### Climat
Pour des articles plus généraux, voir Climat de la Normandie et Climat de la Manche.
En 2010, le climat de la commune est de type climat océanique franc, selon une étude du CNRS s'appuyant sur une série de données couvrant la période 1971-2000. En 2020, Météo-France publie une typologie des climats de la France métropolitaine dans laquelle la commune est exposée à un climat océanique et est dans la région climatique  Normandie (Cotentin, Orne), caractérisée par une pluviométrie relativement élevée (850 mm/a) et un été frais (15,5 °C) et venté. Parallèlement le GIEC normand, un groupe régional d’experts sur le climat, différencie quant à lui, dans une étude de 2020, trois grands types de climats pour la région Normandie, nuancés à une échelle plus fine par les facteurs géographiques locaux. La commune est, selon ce zonage, exposée à un « climat contrasté des collines », correspondant au Bocage normand, bien arrosé, voire très arrosé sur les reliefs les plus exposés au flux d’ouest, et frais en raison de l’altitude.
Pour la période 1971-2000, la température annuelle moyenne est de 10,4 °C, avec une amplitude thermique annuelle de 12,6 °C. Le cumul annuel moyen de précipitations est de 1 071 mm, avec 14,8 jours de précipitations en janvier et 9,4 jours en juillet. Pour la période 1991-2020, la température moyenne annuelle observée sur la station météorologique la plus proche, située sur la commune de Cerisy-la-Salle à 18 km à vol d'oiseau, est de 11,5 °C et le cumul annuel moyen de précipitations est de 1 112,5 mm,. Pour l'avenir, les paramètres climatiques de la commune estimés pour 2050 selon différents scénarios d’émission de gaz à effet de serre sont consultables sur un site dédié publié par Météo-France en novembre 2022.

## Urbanisme

### Typologie
Au 1er janvier 2024, La Colombe est catégorisée commune rurale à habitat dispersé, selon la nouvelle grille communale de densité à sept niveaux définie par l'Insee en 2022. Elle est située hors unité urbaine. Par ailleurs la commune fait partie de l'aire d'attraction de Villedieu-les-Poêles-Rouffigny, dont elle est une commune de la couronne,. Cette aire, qui regroupe 11 communes, est catégorisée dans les aires de moins de 50 000 habitants,.

### Occupation des sols
L'occupation des sols de la commune, telle qu'elle ressort de la base de données européenne d’occupation biophysique des sols Corine Land Cover (CLC), est marquée par l'importance des territoires agricoles (95,5 % en 2018), en diminution par rapport à 1990 (98,4 %). La répartition détaillée en 2018 est la suivante : prairies (54,3 %), zones agricoles hétérogènes (25,5 %), terres arables (15,7 %), zones urbanisées (2 %), zones industrielles ou commerciales et réseaux de communication (1,3 %), forêts (1,1 %). L'évolution de l’occupation des sols de la commune et de ses infrastructures peut être observée sur les différentes représentations cartographiques du territoire : la carte de Cassini (XVIIIe siècle), la carte d'état-major (1820-1866) et les cartes ou photos aériennes de l'IGN pour la période actuelle (1950 à aujourd'hui).

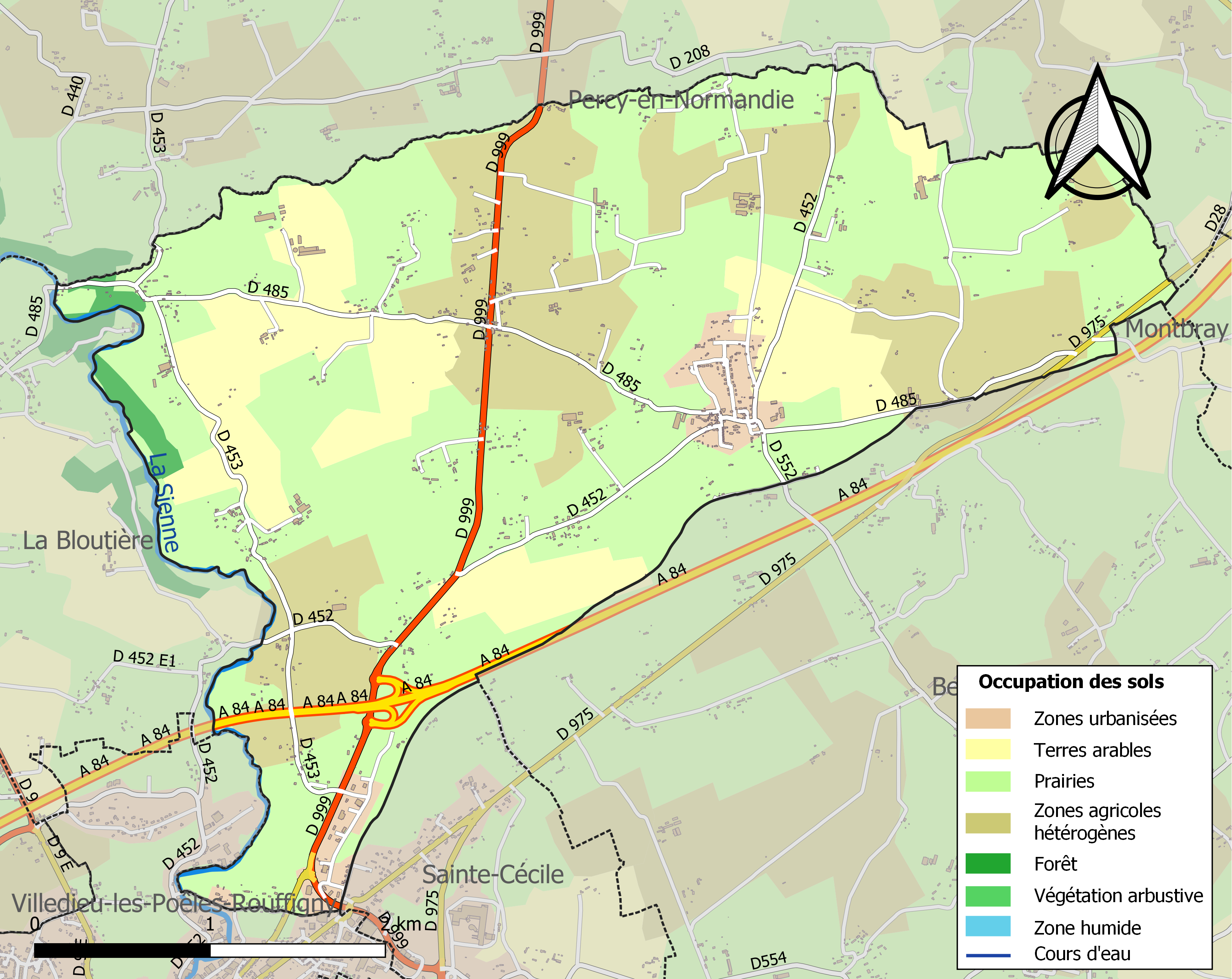
Carte des infrastructures et de l'occupation des sols de la commune en 2018 (CLC).

## Toponymie
Le nom de la localité est attesté sous les formes Columbam vers 1035, Columba au XIIIe siècle.
René Lepelley y décèle le latin columna et l'ancien français colombe, « colonne », qui a donné le français colombage. Cette appellation fait peut-être référence, comme le suggère François de Beaurepaire, à une ancienne borne miliaire.
Le gentilé est Colombais.

## Politique et administration
| Période                                                                                    | Période      | Identité                       | Étiquette | Qualité                            |
| ------------------------------------------------------------------------------------------ | ------------ | ------------------------------ | --------- | ---------------------------------- |
| 1792                                                                                       |              | Gilles Martin                  |           |                                    |
| …1795                                                                                      | 1795…        | Louis Mourier                  |           |                                    |
|                                                                                            | 1797         | Julien Martin                  |           |                                    |
| 1797                                                                                       | 1798         | Jean Pierre Lepesant           |           |                                    |
| 1798                                                                                       | 1799         | Pierre Philippe Pitel          |           |                                    |
| 1799                                                                                       | 1800         | Jean François Costil           |           |                                    |
| 1800                                                                                       | 1825         | Pierre Philippe Pitel          |           |                                    |
| 1825                                                                                       | 1830         | Emmanuel Le Poytevin-Dumoutier |           |                                    |
| 1830                                                                                       | 1835         | Gilles Dubreuil                |           |                                    |
| 1835                                                                                       | 1870         | Guillaume Lemaître             |           |                                    |
| 1870                                                                                       | 1888         | Désiré Lepesant                |           |                                    |
| 1889                                                                                       | 1889         | Jules Furet                    |           |                                    |
| 1889                                                                                       | 1911         | Achille Deschamps              |           |                                    |
| 1911                                                                                       | 1927         | Jules Bellenger                |           |                                    |
| 1927                                                                                       | 1929         | Victor Jardin                  |           |                                    |
| 1929                                                                                       | 1932         | Albert Mauduit                 |           |                                    |
| 1932                                                                                       | 1951         | Pascal Lefèvre                 |           |                                    |
| 1951                                                                                       | 1959         | Georges Bellenger              |           |                                    |
| 1959                                                                                       | 1983         | Louis Jardin                   |           |                                    |
| 1983                                                                                       | 1995         | Mickaël Lefèvre                |           |                                    |
| juin 1995                                                                                  | juillet 2020 | Marcel Bourdon                 | DVD       | Agriculteur, conseiller général    |
| juillet 2020                                                                               | juillet 2023 | Isabelle Champbertauld         | SE        | Formatrice en gestion d’entreprise |
| Une partie des données est issue de l'ouvrage "601 communes et lieux de vie de la Manche". |              |                                |           |                                    |

Le conseil municipal est composé de quinze membres dont le maire et trois adjoints.

## Démographie
L'évolution du nombre d'habitants est connue à travers les recensements de la population effectués dans la commune depuis 1793. Pour les communes de moins de 10 000 habitants, une enquête de recensement portant sur toute la population est réalisée tous les cinq ans, les populations de référence des années intermédiaires étant quant à elles estimées par interpolation ou extrapolation. Pour la commune, le premier recensement exhaustif entrant dans le cadre du nouveau dispositif a été réalisé en 2007.
En 2022, la commune comptait 627 habitants, en évolution de +0,16 % par rapport à 2016 (Manche : −0,31 %, France hors Mayotte : +2,11 %).
La Colombe a compté jusqu'à 1 167 habitants en 1821.
| 1793 | 1800 | 1806 | 1821  | 1831  | 1836  | 1841  | 1846  | 1851  |
| ---- | ---- | ---- | ----- | ----- | ----- | ----- | ----- | ----- |
| 997  | 927  | 941  | 1 167 | 1 053 | 1 135 | 1 129 | 1 115 | 1 133 |

| 1856  | 1861  | 1866  | 1872 | 1876 | 1881 | 1886 | 1891 | 1896 |
| ----- | ----- | ----- | ---- | ---- | ---- | ---- | ---- | ---- |
| 1 060 | 1 051 | 1 055 | 960  | 944  | 916  | 919  | 915  | 842  |

| 1901 | 1906 | 1911 | 1921 | 1926 | 1931 | 1936 | 1946 | 1954 |
| ---- | ---- | ---- | ---- | ---- | ---- | ---- | ---- | ---- |
| 769  | 832  | 795  | 701  | 712  | 723  | 700  | 638  | 685  |

| 1962 | 1968 | 1975 | 1982 | 1990 | 1999 | 2006 | 2007 | 2012 |
| ---- | ---- | ---- | ---- | ---- | ---- | ---- | ---- | ---- |
| 627  | 583  | 569  | 560  | 563  | 559  | 611  | 619  | 614  |

| 2017 | 2022 | - | - | - | - | - | - | - |
| ---- | ---- | - | - | - | - | - | - | - |
| 631  | 627  | - | - | - | - | - | - | - |

## Économie
- Ferme cidricole de la Janière.

## Lieux et monuments
- Église Notre-Dame des XIVe, XVIe et XVIe siècles. Bien que restaurée, elle a conservée en partie son style XIIIe d'origine. La tour est le long de la nef, et l'avant-porche, avec deux pierres tombales du XVIIe siècle, ainsi que l'intérieur sont gothique.

Elle abrite deux œuvres classées au titre objet aux monuments historiques : une Vierge à l'Enfant assise et une verrière Vie de la Vierge du XIVe, ainsi que des vitraux de la vie du christ et écus blasonnés du XVIe et à l'effigie de dom Furet (1914) et des fonts baptismaux du XVIe sculptés en granit.
- Croix de cimetière du XIXe siècle.
- Croix de chemins près du Houx du XIXe siècle, près de la Roche (1834) et au hameau (plus ancienne) et à l'Hôtel Chalmet du XXe siècle.
- Site de l'ancien château de la Roche-Tesson détruit en 1427 lors de la guerre de Cent Ans par le duc de Gloucester qui le juge « vieux et insoutenable »[40].

Le château porte le nom d'une puissante famille qui lui a donné son nom et qui s'était déjà illustrée avant la conquête de l'Angleterre. Il fut avant eux la possession de la famille Néel de Saint-Sauveur. Néel II de Saint-Sauveur, dans l'acte de fondation de l'abbaye de Saint-Sauveur, dit « In castro nostro Rochiæ quod situm est in parochià de Columbà ». En 1145 Léticia Néél apporte en dot la place fortifiée de la Roche à Jourdain Tesson. En 1178, Robert de Torigni affirme que le château était dans la dépendance de l'abbaye du Mont-Saint-Michel. Selon Gerville, le château aurait été donné à l'abbaye par un Néel de Saint-Sauveur qui s'y était fait moine : « Anno 1178 obiit Jordanus Taisson Jourdain Taisson cui successit Radulfus [Raoul V Tesson] filius ejus qui fecit hominium abbati montis apud montem de Castello suo de Rocà et de Columbà ». Il fut attribué à Bertrand du Guesclin après qu'il l'eut conquis et qu'il conserva jusqu'à sa mort en 1380. Son frère, Olivier du Guesclin († 1405) fut après lui seigneur de la Roche-Tesson. Puis la baronnie de la Roche fut donné par le roi Charles VI à son dernier fils, Louis de France, duc de Guyenne, dauphin de Viennois. En 1410, la place a pour capitaine Guillaume Duglécin  [sic], qui reçoit pour cela, du vicomte de Coutances, cent livres de gages par an. Lors de l'occupation Anglaise de la Normandie, le roi d'Angleterre Henri V donne la baronnie à Jean Cheyne. En 1450, elle revint probablement au domaine de la couronne.
En 1524, François Ier la donne à Jacques de Matignon, le père du maréchal. Charles Goyon de Matignon (1564-1648), comte de Torigni était également baron de la Roche-Tesson. La famille de Matignon le conservera jusqu'à la Révolution.
Il ne subsiste du château, qui était environné de profonds fossés, et situé sur un éperon dominant la vallée de la Sienne, long de 300 mètres, que les soubassements d'une tour et quelques murailles.
La place forte était située en face du château de Rollos à La Bloutière dont elle n'était séparée que par le fleuve.
La baronnie de la Roche-Tesson s'étendait aux paroisses de Montabot, Percy, Chevry, l'Orbehaye, Maupertuis et le Chefresne.
Près du château, un hameau était occupé par des fabricants d'airain partis par la suite à Villedieu.
- Manoir de Bordes du XVIe siècle.
- La Dorée du XVIe siècle.
- Anciens moulins de la Planche Denise, du Gué, de la Roche, de Bordes, à tan.

Pour mémoire
- Ancienne chapelle au lieu-dit l'Hermitage.
- Ancien prieuré au lieu-dit la Couperie. Au XIIIe siècle, le chevalier Guillaume Corbet, aumôna[Note 5] l'église de Margueray à payer une aumône au prieuré de la Couperie de La Colombe[46].

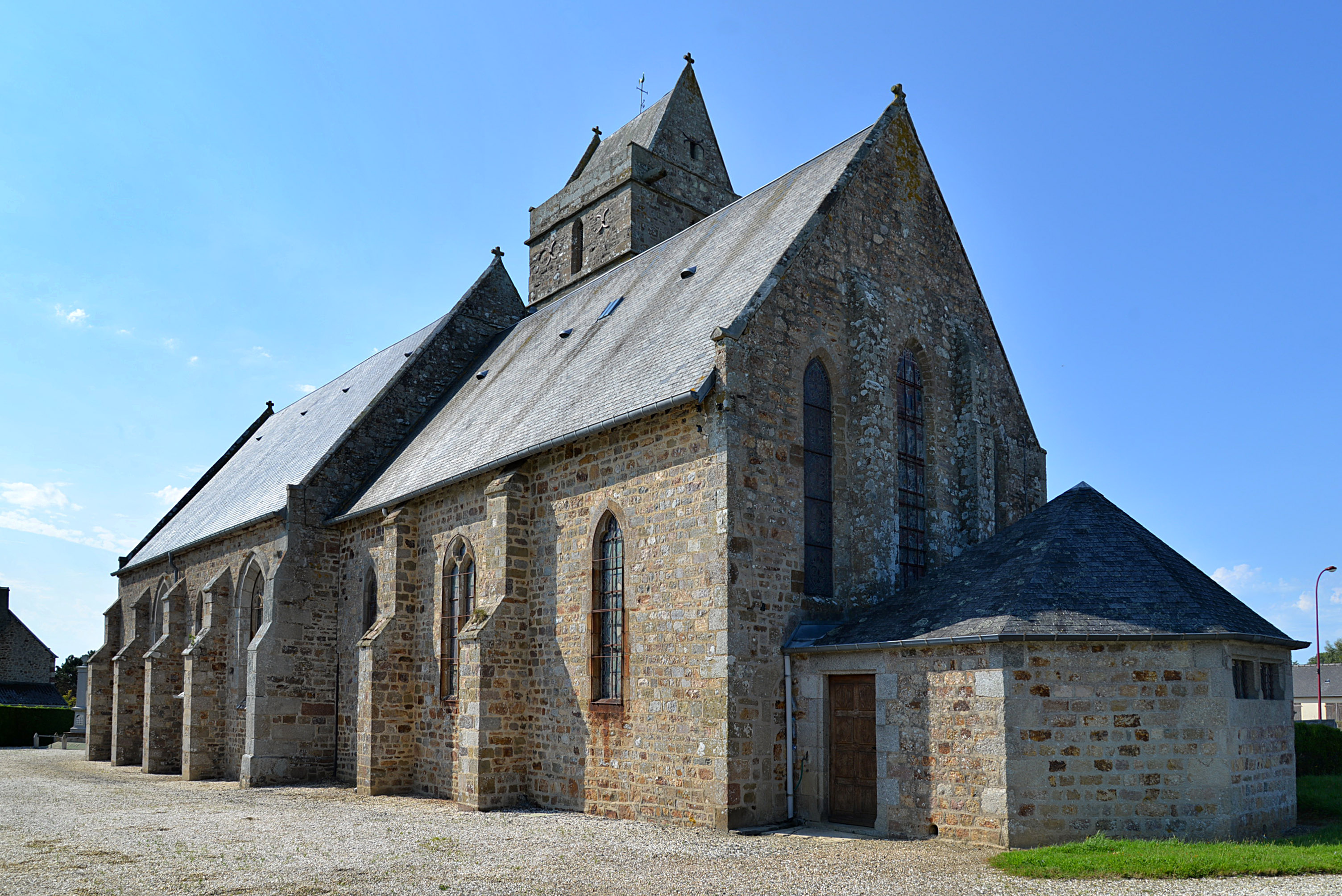
L’église Notre-Dame.
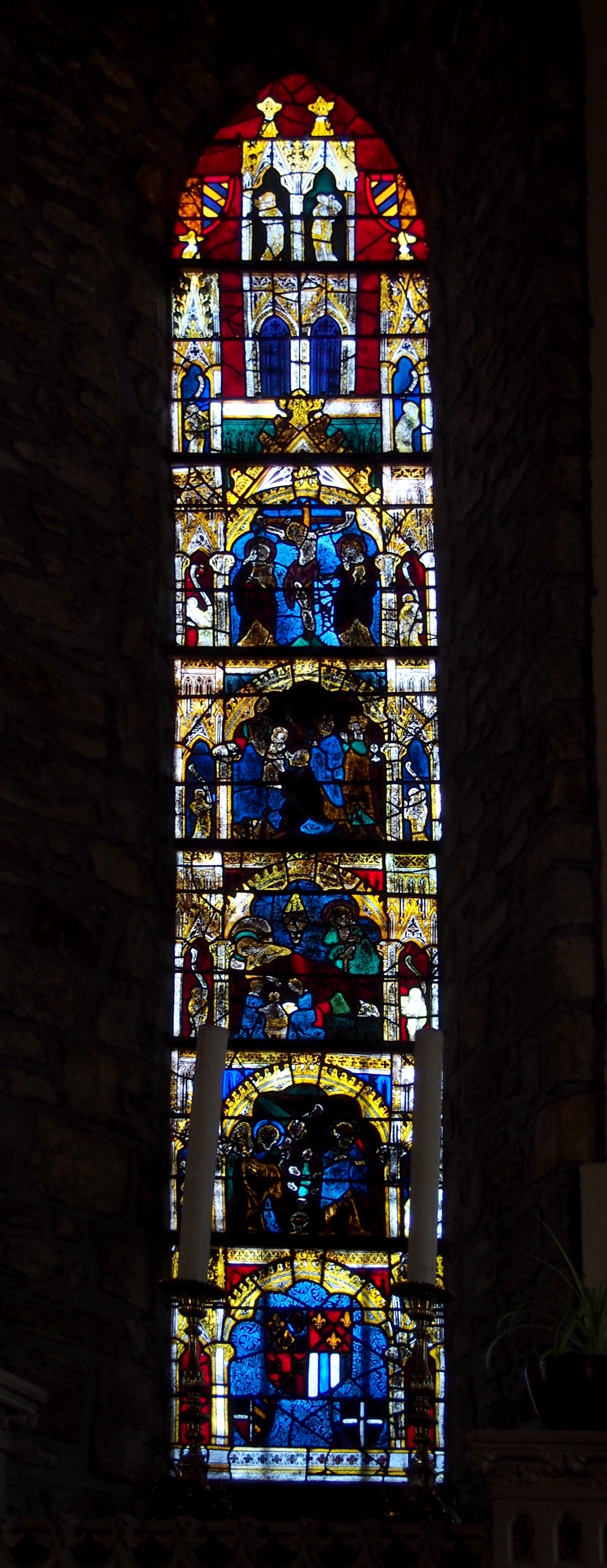
Vitrail La Vie de la Vierge.
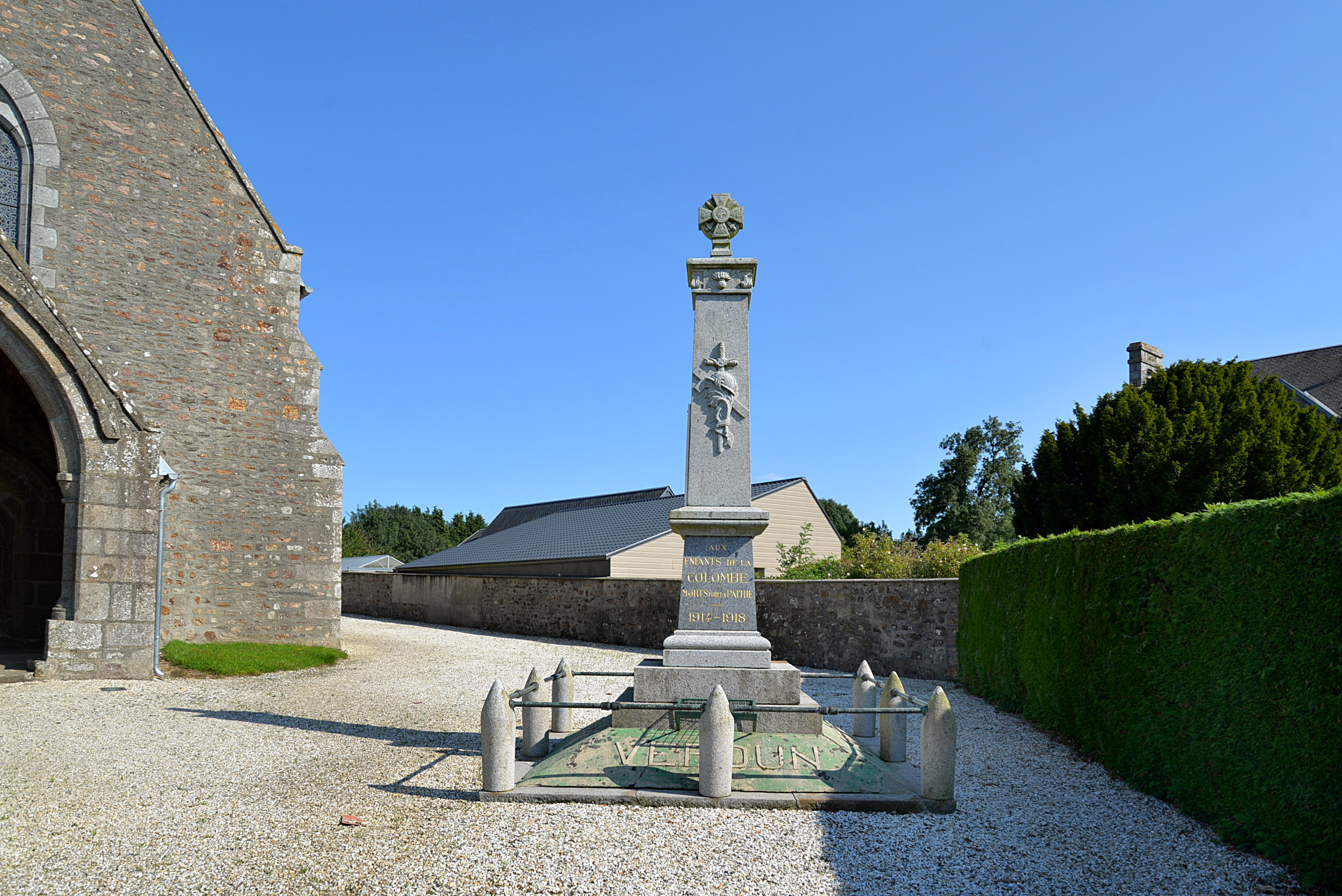
Le monument aux morts.
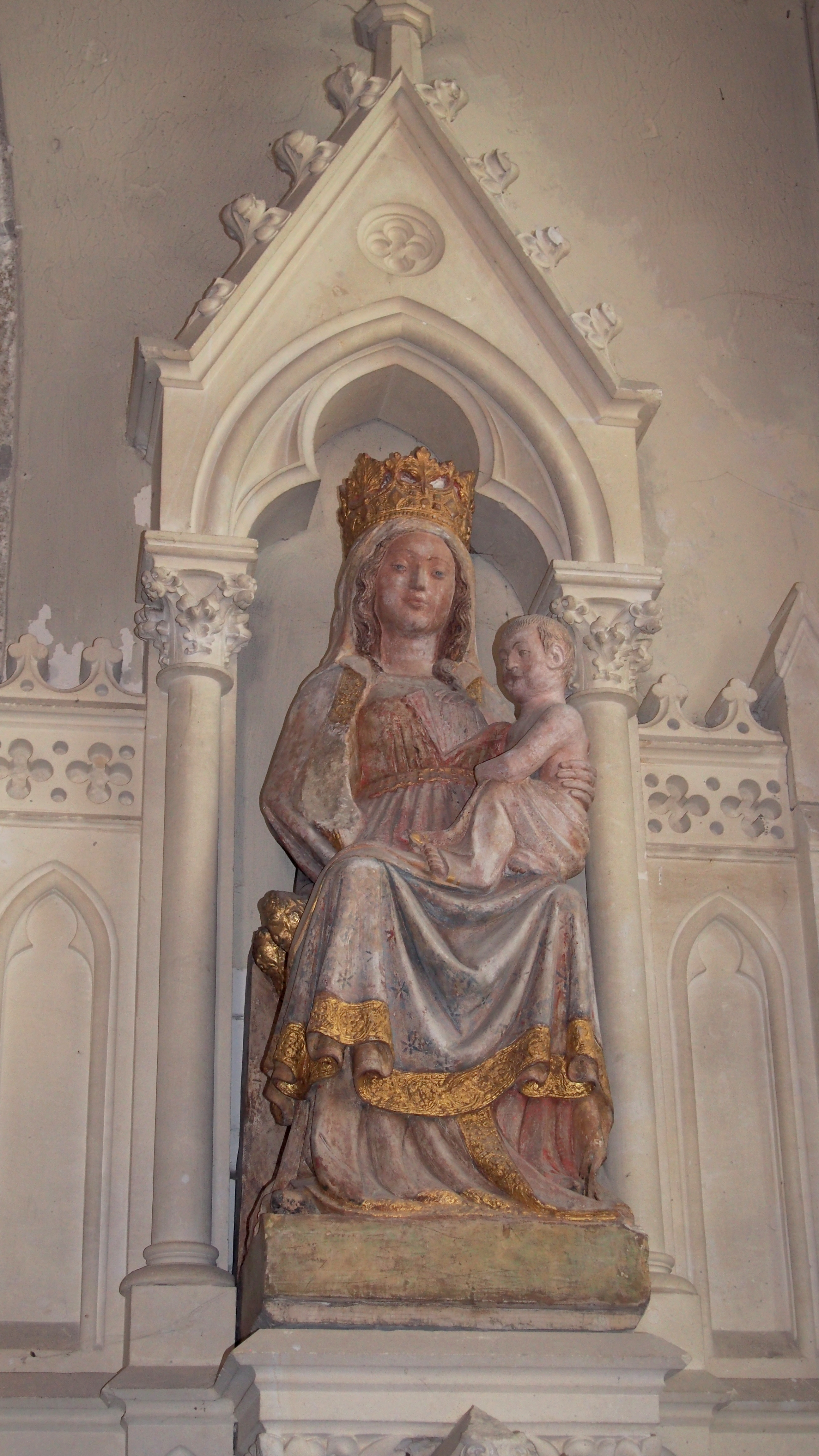
La Vierge à l'Enfant.

## Activité et manifestations

### Sports
- Course cycliste le jeudi de l'Ascension.

## Personnalités liées à la commune
- Charles de Goyon de Matignon (1564-1648) qui, parmi ses titres, portait celui de baron de la Roche-Tesson.
- Dom Germain Furet, né Louis Furet (1845-1893), né à La Colombe, 3e abbé de l'abbaye Notre-Dame-de-Grâce de Bricquebec.